# Антим Тумбалидис
Антим (на гръцки: Άνθιμος) е гръцки духовник, митрополит на Вселенската патриаршия.

## Биография
Роден е в 1865 година в Люлебургас със светското име Маргаритис Тумбалидис (Μαργαρίτης Τουμπαλίδης). В 1892 година завършва Халкинската семинария. Служи като секретар в Сисанийската митрополия. В началото на 1900 година е назначен в Амасийската митрополия.
На 17 септември 1900 година е ръкоположен в патриаршеската катедрала „Свети Георги“ в Цариград за титулярен севастийски епископ и е назначен за викарий на Амасийската митрополия. Ръкополагането е извършено от митрополит Антим Амасийски в съслужение с митрополитите Стефан Митимнийски и Йоан Лероски и Калимноски.
В 1905 година подава оставка по здравословни причини. Мести се в Париж, където учи шест години.
Оглавява Преспанската и Охридска епархия на Вселенската патриаршия от 4 август 1911 до смъртта в 1915 година. Антим е автор на исторически изследвания за Аркадиуполската епископия и Сисанийската епископия, публикувани в списанието на Патриаршията „Еклисиастики Алития“.
Умира в Атина на 4 август 1915 година. Погребан е на следния 5 август в Първо атинско гробище, като опелото е отслужено от митрополит Теоклит Атински.

## Произведения
- Άνθιμος Σεβάστειας. Περὶ τῶν ἐν τῇ ἐπαρχίᾳ Σισανίου Ἱερῶν Μονῶν //  Εκκλησιαστική Αλήθεια (24).   1900. (на гръцки)